# Liste des partis politiques au Bangladesh
Cet article liste les partis politiques du Bangladesh.

## Principaux partis
Partis représentés au Jatiyo Sangshad (parlement)
- Ligue Awami (271 sièges)
- Jatiya Party (Ershad) (40 sièges)
- Parti des travailleurs du Bangladesh (7 sièges)
- Jatiyo Samajtantrik Dal (en) (6 sièges)
- Jatiya Party (Manju) (2 sièges)

Les partis suivants sont membres de la Grande alliance (en)
non représentés
- Bangladesh Jamaat-e-Islami (parti interdit)
- Parti nationaliste du Bangladesh (Bangladesh Jatiyatabadi Dal, non représenté au parlement en raison du boycott des dernières élections)

## Autre parti
- Parti communiste du Bangladesh